# تورلید اسکارد
تورلید اسکارد (انگلیسی: Torild Skard؛ زادهٔ ۲۹ نوامبر ۱۹۳۶) سیاستمدار اهل نروژ است. روان‌شناس، عضو حزب سوسیالیست چپ (نروژ)، معاون سابق وزیر و دبیر دائمی وزارت امور خارجه و رئیس سابق یونیسف است.
او از سال ۱۹۷۳ تا ۱۹۷۷ به عنوان نماینده پارلمان آکرهوس، رئیس استورتینگه (مجلس سوئد) و معاون کمیته دائمی عدالت خدمت کرد. اسکارد مدیر سؤالات مربوط به وضعیت زنان یونسکو در سال‌های ۱۹۸۴–۱۹۸۶ بود و همچنین مدیریت منطقه‌ای یونسکو را برعهده داشت. همچنین از ۱۹۹۴–۱۹۹۸ در یونیسف در بخش غرب آفریقا و مرکز آفریقا خدمت کرد. اسکارد از سال ۱۹۸۸ تا ۱۹۸۹ ریاست هیئت اجرایی بین‌المللی یونیسف را عهده داشت. او همچنین به‌عنوان مدیرکل همکاری‌های توسعه، معاون و دبیر دائم، مسئول همکاری‌های توسعه و مشاور ویژه در وزارت امور خارجه، و همچنین محقق ارشد مؤسسه اموربین‌الملل نروژ بوده است.
اسکارد به عنوان «نماد فمینیسم نروژی» توصیف شده است. او از سال ۲۰۰۶ تا ۲۰۱۳ رئیس انجمن نروژی حقوق زنان بود، و همچنین به عنوان معاون رئیس انجمن حقوق زنان در توسعه در این دوره خدمت کرد. اسکارد چندین کتاب نوشته است، از جمله قاره مادران، قاره امید (۲۰۰۳) در مورد توسعه آفریقا و زنان قدرت (۲۰۱۴) در مورد رؤسای دولت‌ها یا دولت‌های زن در سراسر جهان.

## زندگی شخصی
اسکارد در اسلو به دنیا آمد، پدرش زیگموند اسکارد (۱۹۰۳–۱۹۹۵) استاد دانشگاه و مادرش آسه گرودا اسکارد فوق دیپلم بود. او دو خواهر به نام‌های هالودان اسکارد و آسموند اسکارد داشت و خواهر دوقلوی مالفرید گرود فلککوی بود. تورلید از طریق مادرش که نوه یک مورخ و وزیر سابق امور خارجه به نام هالودان کوهت توانست پیشگام جنبش فمینیستی کارن در گروده کوهت شود و از طریق پدرش ناظر مدارس ماتیاس اسکارد و گیدا اسکارد نوه‌های پدری‌اش بود. اسکارد خواهرزاده تورفین، بیارن، ایلیو و اولاو اسکارد و همچنین خواهرزاده پل کوهت بود.
از سال ۱۹۶۲ تا ۱۹۶۵ اسکارد با برگ فوره (۱۹۳۷–۲۰۱۶) مورخ، استاد الهیات و یک سیاستمدار ازدواج کرد. در سال ۱۹۷۷ او با کار کیتین هانسن سیاستمدار همنشین شد و در سال ۱۹۹۴ با یکدیگر ازدواج کردند.

## افتخارات
- فرمانده نشان ملی شیر سنگال، ۱۹۹۸
- فرمانده رده سنت اولاف نروژ، ۲۰۱۲
- نام یکی از «۱۰۰زن مهم» در تاریخ نروژ توسط روزنامه وردنز گنگ ۲۰۱۳[۵]
- عضو افتخاری انجمن نروژی برای حقوق زنان، ۲۰۱۴[۶]

نقاشی توریلد اسکارد اثر سونیا کرون (۲۰۰۱) در ساختمان (استورتینگه) پارلمان نروژ به نمایش گذاشته شده است.

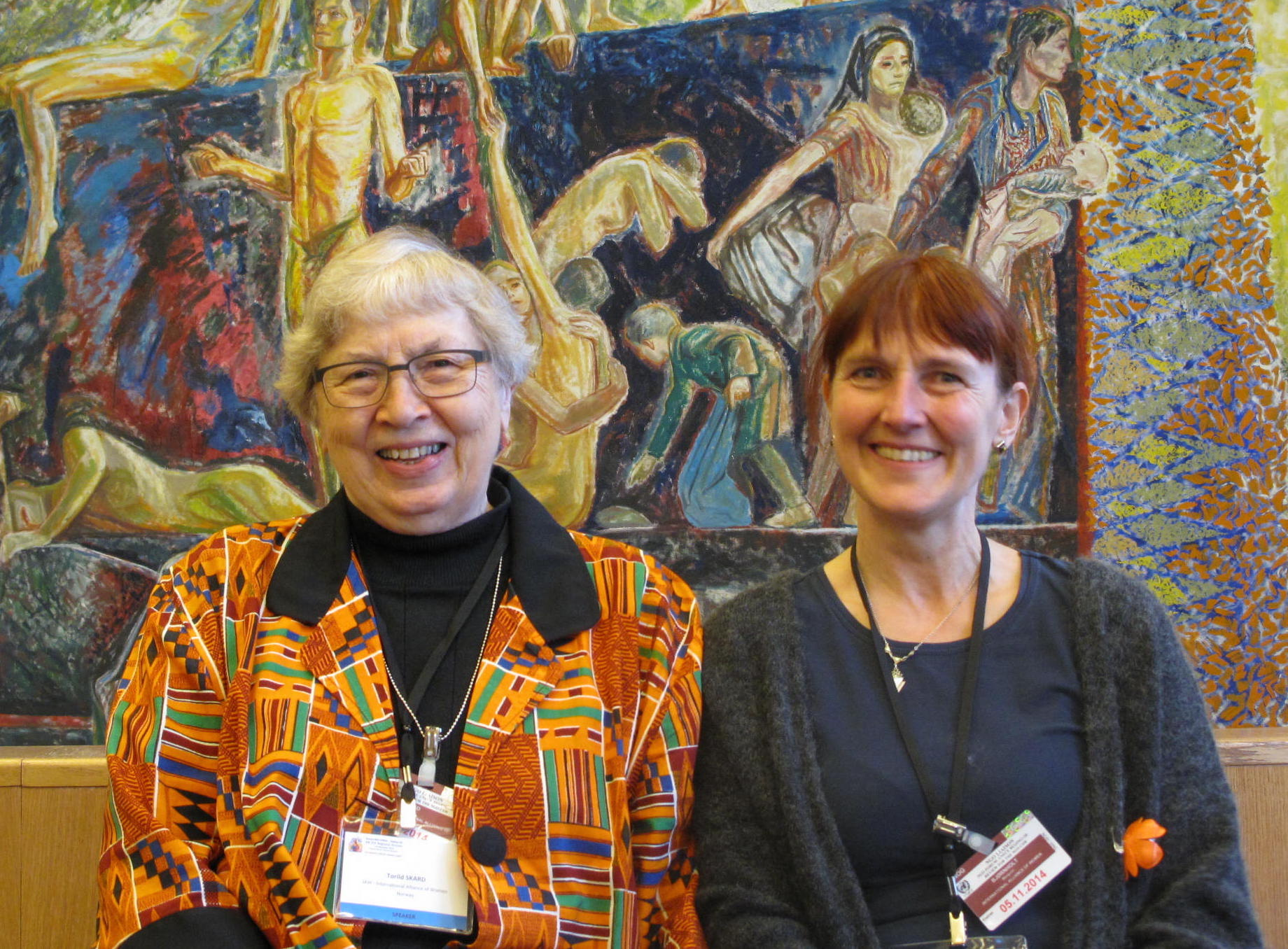
روسای NKF توریلد اسکارد و مارگون بیورنهولت در مقابل نقاشی دیواری رؤیای صلح، کاخ ملل، ژنو، ۲۰۱۴

## کتابشناسی

### به انگلیسی
- دموکراسی ناتمام - زنان در سیاست نوردیک (نویسنده همکار، پرگامون، ۱۹۸۵)، همچنین در نسخه نوردیک منتشر شده است.
- قاره مادران، قاره امید: درک و ترویج توسعه در آفریقا امروز (کتاب‌های زد ۲۰۰۳)، همچنین در نسخه‌های نروژی، آلمانی، فرانسوی و هلندی منتشر شده است.
- درست کردن تاریخ ما: چگونه حقوق برابر زنان و مردان در منشور ملل متحد گنجانده شد؟ انجمن مطالعات توسعه ۱/۲۰۰۸
- زنان قدرت: نیم قرن رؤسای جمهور و نخست وزیران زن در سراسر جهان (مطبوعات سیاست ۲۰۱۴)، در اصل به زبان نروژی توسط انتشارات دانشگاه (۲۰۱۲) منتشر شد.

### فقط به زبان نروژی
- Ny radikalisme i Norge (۱۹۶۷)
- Hva skjer med grunnskolen (۱۹۷۱)
- Verksted for selvtillit (۱۹۷۳)
- Det er Oslo som ligger avsides (۱۹۷۴)
- Halve jorden - innføring i kvinnepolitikk (۱۹۷۷)
- Kvinnekupp" i kommunene (ed.) (۱۹۷۹)
- Utvalgt til Stortinget (۱۹۸۰)
- Hverdag på Løvebakken (۱۹۸۱)
- Det koster å være kar (۱۹۸۴)
- Norske kommunestyrer O. Hellevik (۱۹۸۵)